# Sons of Seasons
Sons Of Seasons es una banda alemana de symphonic metal formada por el teclista de Kamelot Oliver Palotai. Su álbum debut Gods of Vermin fue lanzado en 2009, su segundo álbum Magnisphyricon fue lanzado en abril de 2011.

## Historia
La banda fue formada en enero de 2007. En ese momento  Oliver Palotai seguía siendo miembro de BLAZE, pero debido a diferencias creativas tomó rumbos distintos a la banda. Ese fue el momento perfecto para que Oliver Palotai decidiera crear su propio proyecto. 
El primer desafió como banda fue llegar a una mezcla especial de metal, Jazz y música clásica y que estas influencias fluyeran de manera armónica con el nuevo sonido que buscaban. 
Después del verano  Tijs Vanneste se convierte en el vocalista oficial de la banda, pero sus otros compromisos no se ajustaban a un puesto que requería salir de gira, motivo por el cual dejó la banda. Fue reemplazado por Henning Basse que conoció a Oliver durante la gira de Kamelot.

## Discografía

### Discos de estudio
- Gods of Vermin (2009)
- Magnisphyricon (2011)